# Сакадагами
В буддизме сакадагами или сакадагамин — это частично просветлённый человек, который разорвал первые три оковы, которые связывают обычный ум и существенно ослабил четвёртую и пятую. Сакадагамин — вторая из четырёх стадий просветления.
Сакадагами возродится в сфере чувств самое большее ещё один раз. Однако, если он достигнет следующей стадии просветления ( анагамин) в этой жизни, он не вернётся в этот мир.
Три оковы (пали saṃyojana), от которых свободен сакадагамин: \
1.  Привязанность к собственным взглядам и воззрениям (пали Sakkāya-diṭṭhi)
2. Привязанность к религиозным правилам и ритуалам (пали Sīlabbata-parāmāsa)
3. Скептическое сомнение (пали Vicikicchā).
Сакадагамин также значительно ослабили оковы:
4. Чувственного влечения (пали kāmarāga)
5. Недоброжелательности (пали vyāpāda, byāpāda)
Таким образом, сакадагамин занимает промежуточное положением между сотапанной и анагамином.